# Derby della Madonnina
O Derby della Madonnina, também conhecido como Derby di Milano (em português: Dérbi de Milão), é o confronto entre os clubes do futebol italiano de maior expressão da cidade de Milão, a Internazionale e o AC Milan. O nome do dérbi é uma referência à uma estátua da Virgem Maria no topo da Catedral de Milão, que é frequentemente referida como Madonnina ("Pequena Madonna" em italiano). 

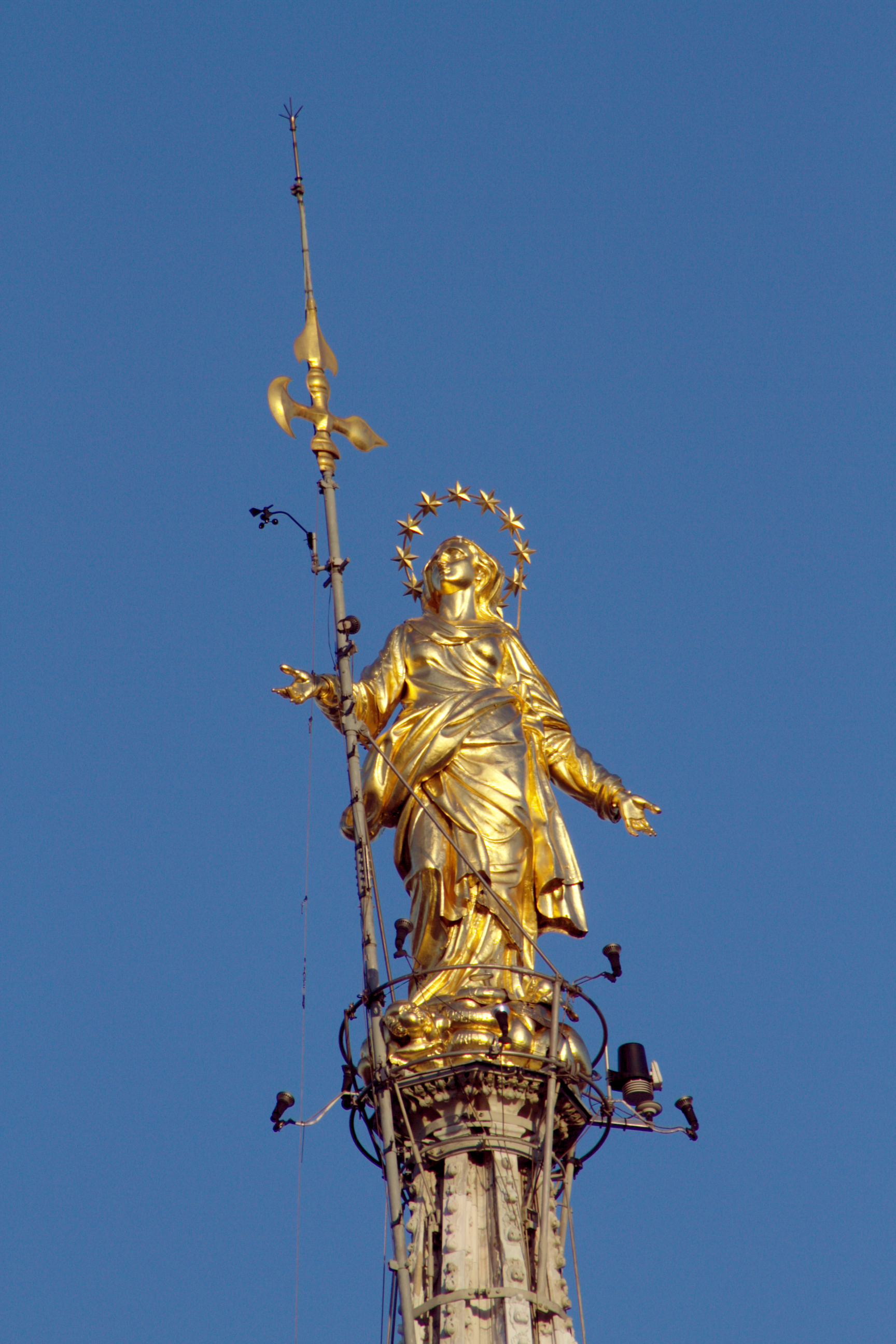
A estátua Madonnina no topo da Catedral de Milão.

## História
Em 13 de dezembro de 1899, Herbert Kilpin e outros fundaram o Milan Cricket and Football Club. Alfred Edwards, um ex-vice-cônsul britânico em Milão e uma personalidade bem conhecida da alta sociedade milanesa, foi o primeiro presidente eleito do clube. Inicialmente, o clube incluía uma seção de críquete, gerenciada por Edward Berra, e uma seção de futebol gerenciada por David Allison. O time de Milão logo ganhou notoriedade relevante sob a orientação de Herbert Kilpin. O primeiro troféu a ser conquistado foi a Medaglia del Re ("Medalha do Rei") em janeiro de 1900, e o time mais tarde conquistou três ligas nacionais, em 1901, 1906 e 1907. O triunfo de 1901 foi particularmente relevante porque encerrou a série consecutiva de vitórias do Genoa, que havia sido o único time a ganhar o título antes de 1901. Em 9 de março de 1908, questões sobre a contratação de jogadores estrangeiros levaram a uma cisão e à fundação do Football Club Internazionale.
O primeiro dérbi entre os dois rivais milaneses foi realizada na final da Taça Chiasso de 1908, um torneio de futebol disputado no Cantão do Ticino, na Suíça, em 18 de outubro daquele ano; o AC Milan venceu por 2 a 1. Enquanto a Inter e o Milan se enfrentavam esporadicamente nos primeiros anos, a rivalidade foi renovada anualmente desde a temporada inaugural de 1926–27 da Divisione Nazionale, a primeira liga italiana verdadeiramente nacional. Os dois times jogaram um contra o outro pelo menos duas vezes por ano desde então.

## Estatísticas

### Registro geral
Atualizado em 23 de abril 2025
| Continental      | Liga dos Campeões da UEFA | 6   | 2  | 2  | 2  | 4   | 6   |
| Nacional (liga)  | Prima Categoria           | 14  | 5  | 2  | 7  | 27  | 24  |
| Nacional (liga)  | Divisione Nazionale       | 8   | 3  | 1  | 4  | 13  | 12  |
| Nacional (liga)  | Serie A                   | 182 | 70 | 57 | 55 | 259 | 236 |
| Nacional (copas) | Coppa Italia              | 29  | 9  | 9  | 11 | 28  | 35  |
| Nacional (copas) | Supercoppa Italiana       | 3   | 1  | 0  | 2  | 6   | 5   |
| Nacional (copas) | Campionato Alta Italia    | 2   | 1  | 0  | 1  | 3   | 3   |
| Total:           | Total:                    | 244 | 91 | 71 | 82 | 340 | 321 |

### Comparativo de títulos
| Tipo        | Competição                          | Internazionale | AC Milan |
| ----------- | ----------------------------------- | -------------- | -------- |
| Mundial     | Copa do Mundo de Clubes da FIFA     | 1              | 1        |
| Mundial     | Copa Intercontinental               | 2              | 3        |
| Continental | Liga dos Campeões da UEFA           | 3              | 7        |
| Continental | Liga Europa da UEFA                 | 3              | 0        |
| Continental | Taça dos Clubes Vencedores de Taças | 0              | 2        |
| Continental | Supercopa da UEFA                   | 0              | 5        |
| Nacional    | Campeonato Italiano                 | 20             | 19       |
| Nacional    | Copa de Itália                      | 9              | 5        |
| Nacional    | Supercopa Italiana                  | 8              | 8        |
| Total       | Total                               | 46             | 50       |

## Recordes

### Mais aparições
Abaixo está a lista dos jogadores com mais participações em jogos oficiais.
| #   | Jogador               | Equipe(s) (aparições) | Aparições |
| --- | --------------------- | --------------------- | --------- |
| 1.  | Paolo Maldini         | Milan                 | 56        |
| 2.  | Javier Zanetti        | Inter                 | 47        |
| 3.  | Giuseppe Bergomi      | Inter                 | 44        |
| 4.  | Alessandro Costacurta | Milan                 | 43        |
| 5.  | Gianni Rivera         | Milan                 | 42        |
| 6.  | Giacinto Facchetti    | Inter                 | 40        |
| 6.  | Sandro Mazzola        | Inter                 | 40        |
| 6.  | Giuseppe Meazza       | Inter (37), Milan (3) | 40        |
| 9.  | Franco Baresi         | Milan                 | 39        |
| 10. | Mauro Tassotti        | Milan                 | 35        |

### Maiores goleadores
Abaixo está a lista dos jogadores com mais gols marcados em jogos oficiais.
| #  | Player               | Equipe(s) (gols)      | Gols |
| -- | -------------------- | --------------------- | ---- |
| 1. | Andriy Shevchenko    | Milan                 | 14   |
| 2. | Giuseppe Meazza      | Inter (12), Milan (1) | 13   |
| 3. | Gunnar Nordahl       | Milan                 | 11   |
| 3. | István Nyers         | Inter                 | 11   |
| 5. | Zlatan Ibrahimović   | Inter (2), Milan (8)  | 10   |
| 5. | Enrico Candiani      | Inter (7), Milan (3)  | 10   |
| 7. | Lautaro Martínez     | Inter                 | 8    |
| 8. | José Altafini        | Milan                 | 7    |
| 8. | Alessandro Altobelli | Inter                 | 7    |
| 8. | Roberto Boninsegna   | Inter                 | 7    |
| 8. | Benito Lorenzi       | Inter                 | 7    |
| 8. | Louis Van Hege       | Milan                 | 7    |

## Disputas decisivas

### Nacionais
Finais:
- Final da Copa da Itália 1976-77: Milan 2 x 0 Internazionale
- Final da Supercopa da Itália de 2011: Milan 2 x 1 Internazionale
- Final da Supercopa da Itália de 2022: Milan 0 x 3 Internazionale
- Final da Supercopa da Italia 2024: Internazionale 2 x 3 Milan

Confrontos eliminatórios:
- Milan eliminou a Internazionale nas Semifinais da Copa da Itália de 1984-85
- Milan eliminou a Internazionale nas Quartas-de-Finais da Copa da Itália de 1992-93
- Internazionale eliminou o Milan na Terceira Fase da Copa da Itália de 1994-95
- Milan eliminou a Internazionale nas Quartas-de-Finais da Copa da Itália de 1997-98
- Internazionale eliminou o Milan nas Quartas-de-Finais da Copa da Itália de 1999-2000
- Milan eliminou a Internazionale nas Quartas-de-Finais da Coppa Italia de 2017–18
- Internazionale eliminou o Milan nas Quartas-de-Finais da Copa da Itália de Futebol de 2020–21
- Internazionale eliminou o Milan nas Semifinais da Copa da Itália de Futebol de 2021–22
- Milan eliminou a Internazionale nas Semifinais da Copa da Itália de 2024-25

### Internacionais
- Milan eliminou a Internazionale nas Semifinais da Liga dos Campeões da UEFA de 2002–03
- Milan eliminou a Internazionale nas Quartas-de-Finais da Liga dos Campeões da UEFA de 2004–05
- Internazionale eliminou o Milan nas Semifinais da Liga dos Campeões da UEFA de 2022–23

## Lista de partidas
| Temporada | Competição                               | Data       | Mandante | Placar | Visitante |
| --------- | ---------------------------------------- | ---------- | -------- | ------ | --------- |
| 1909      | Prima Categoria                          | 10/01/1909 | Milan    | 3–2    | Inter     |
| 1909–10   | Prima Categoria                          | 06/02/1910 | Milan    | 0–5    | Inter     |
| 1909–10   | Prima Categoria                          | 27/02/1910 | Inter    | 5–1    | Milan     |
| 1910–11   | Prima Categoria                          | 05/02/1911 | Inter    | 0–2    | Milan     |
| 1910–11   | Prima Categoria                          | 30/04/1911 | Milan    | 6–3    | Inter     |
| 1911–12   | Prima Categoria                          | 05/11/1911 | Milan    | 2–1    | Inter     |
| 1911–12   | Prima Categoria                          | 21/01/1912 | Inter    | 0–3    | Milan     |
| 1912–13   | Prima Categoria                          | 17/11/1912 | Inter    | 1–2    | Milan     |
| 1912–13   | Prima Categoria                          | 09/02/1913 | Milan    | 1–0    | Inter     |
| 1913–14   | Prima Categoria                          | 30/11/1913 | Milan    | 0–1    | Inter     |
| 1913–14   | Prima Categoria                          | 22/02/1914 | Inter    | 5–2    | Milan     |
| 1914–15   | Prima Categoria                          | 02/051915  | Inter    | 3–1    | Milan     |
| 1920–21   | Prima Categoria                          | 19/12/1920 | Inter    | 0–0    | Milan     |
| 1920–21   | Prima Categoria                          | 30/01/1921 | Milan    | 1–1    | Inter     |
| 1926–27   | Divisione Nazionale                      | 03/04/1927 | Inter    | 1–2    | Milan     |
| 1926–27   | Divisione Nazionale                      | 05/06/1927 | Milan    | 1–1    | Inter     |
| 1927–28   | Divisione Nazionale                      | 29/04/1928 | Milan    | 1–2    | Inter     |
| 1927–28   | Divisione Nazionale                      | 08/07/1928 | Inter    | 2–3    | Milan     |
| 1929–30   | Serie A                                  | 10/11/1929 | Milan    | 1–2    | Inter     |
| 1929–30   | Serie A                                  | 13/04/1930 | Inter    | 2–0    | Milan     |
| 1930–31   | Serie A                                  | 26/10/1930 | Inter    | 1–1    | Milan     |
| 1930–31   | Serie A                                  | 19/03/1931 | Milan    | 1–4    | Inter     |
| 1931–32   | Serie A                                  | 18/10/1931 | Milan    | 2–3    | Inter     |
| 1931–32   | Serie A                                  | 06/03/1932 | Inter    | 0–0    | Milan     |
| 1932–33   | Serie A                                  | 06/11/1932 | Inter    | 5–4    | Milan     |
| 1932–33   | Serie A                                  | 09/04/1933 | Milan    | 1–3    | Inter     |
| 1933–34   | Serie A                                  | 01/11/1933 | Inter    | 3–0    | Milan     |
| 1933–34   | Serie A                                  | 11/03/1934 | Milan    | 1–2    | Inter     |
| 1934–35   | Serie A                                  | 02/12/1934 | Milan    | 2–2    | Inter     |
| 1934–35   | Serie A                                  | 14/04/1935 | Inter    | 2–0    | Milan     |
| 1935–36   | Serie A                                  | 29/09/1935 | Inter    | 1–1    | Milan     |
| 1935–36   | Serie A                                  | 02/02/1936 | Milan    | 2–2    | Inter     |
| 1936–37   | Serie A                                  | 04/10/1936 | Milan    | 1–1    | Inter     |
| 1936–37   | Serie A                                  | 07/02/1937 | Inter    | 1–1    | Milan     |
| 1937–38   | Serie A                                  | 17/10/1937 | Inter    | 2–1    | Milan     |
| 1937–38   | Serie A                                  | 20/02/1938 | Milan    | 1–0    | Inter     |
| 1938–39   | Serie A                                  | 02/10/1938 | Inter    | 1–0    | Milan     |
| 1938–39   | Serie A                                  | 12/02/1939 | Milan    | 3–1    | Inter     |
| 1939–40   | Serie A                                  | 17/12/1939 | Inter    | 0–3    | Milan     |
| 1939–40   | Serie A                                  | 12/05/1940 | Milan    | 1–3    | Inter     |
| 1940–41   | Serie A                                  | 20/10/1940 | Milan    | 0–1    | Inter     |
| 1940–41   | Serie A                                  | 09/02/1941 | Inter    | 2–2    | Milan     |
| 1941–42   | Serie A                                  | 25/01/1942 | Milan    | 2–1    | Inter     |
| 1941–42   | Serie A                                  | 07/06/1942 | Inter    | 2–2    | Milan     |
| 1942–43   | Serie A                                  | 03/01/1943 | Inter    | 3–1    | Milan     |
| 1942–43   | Serie A                                  | 18/04/1943 | Milan    | 0–3    | Inter     |
| 1944      | Campionato Alta Italia                   | 23/01/1944 | Inter    | 3–1    | Milan     |
| 1944      | Campionato Alta Italia                   | 19/03/1944 | Milan    | 2–0    | Inter     |
| 1945–46   | Divisione Nazionale                      | 04/11/1945 | Milan    | 1–3    | Inter     |
| 1945–46   | Divisione Nazionale                      | 10/02/1946 | Inter    | 2–0    | Milan     |
| 1945–46   | Divisione Nazionale                      | 30/05/1946 | Milan    | 3–2    | Inter     |
| 1945–46   | Divisione Nazionale                      | 21/07/1946 | Inter    | 0–1    | Milan     |
| 1946–47   | Serie A                                  | 20/10/1946 | Milan    | 3–1    | Inter     |
| 1946–47   | Serie A                                  | 16/03/1947 | Inter    | 1–2    | Milan     |
| 1947–48   | Serie A                                  | 02/11/1947 | Milan    | 3–2    | Inter     |
| 1947–48   | Serie A                                  | 11/04/1948 | Inter    | 0–2    | Milan     |
| 1948–49   | Serie A                                  | 16/10/1948 | Milan    | 0–2    | Inter     |
| 1948–49   | Serie A                                  | 06/02/1949 | Inter    | 4–4    | Milan     |
| 1949–50   | Serie A                                  | 06/11/1949 | Inter    | 6–5    | Milan     |
| 1949–50   | Serie A                                  | 19/03/1950 | Milan    | 3–1    | Inter     |
| 1950–51   | Serie A                                  | 12/11/1950 | Milan    | 2–3    | Inter     |
| 1950–51   | Serie A                                  | 25/03/1951 | Inter    | 0–1    | Milan     |
| 1951–52   | Serie A                                  | 04/11/1951 | Inter    | 2–2    | Milan     |
| 1951–52   | Serie A                                  | 06/04/1952 | Milan    | 2–1    | Inter     |
| 1952–53   | Serie A                                  | 02/11/1952 | Milan    | 0–1    | Inter     |
| 1952–53   | Serie A                                  | 08/03/1953 | Inter    | 0–0    | Milan     |
| 1953–54   | Serie A                                  | 01/11/1953 | Inter    | 3–0    | Milan     |
| 1953–54   | Serie A                                  | 21/03/1954 | Milan    | 2–0    | Inter     |
| 1954–55   | Serie A                                  | 07/11/1954 | Milan    | 1–1    | Inter     |
| 1954–55   | Serie A                                  | 03/04/1955 | Inter    | 1–1    | Milan     |
| 1955–56   | Serie A                                  | 16/10/1955 | Inter    | 2–1    | Milan     |
| 1955–56   | Serie A                                  | 11/03/1956 | Milan    | 1–2    | Inter     |
| 1956–57   | Serie A                                  | 21/10/1956 | Milan    | 1–1    | Inter     |
| 1956–57   | Serie A                                  | 10/03/1957 | Inter    | 1–1    | Milan     |
| 1957–58   | Serie A                                  | 06/10/1957 | Inter    | 1–0    | Milan     |
| 1957–58   | Serie A                                  | 23/02/1958 | Milan    | 2–2    | Inter     |
| 1957–58   | Coppa Italia (Fase de Grupos)            | 16/06/1958 | Milan    | 3–2    | Inter     |
| 1957–58   | Coppa Italia (Fase de Grupos)            | 06/07/1958 | Inter    | 1–1    | Milan     |
| 1958–59   | Serie A                                  | 02/11/1958 | Milan    | 1–1    | Inter     |
| 1958–59   | Serie A                                  | 22/03/1959 | Inter    | 1–0    | Milan     |
| 1959–60   | Serie A                                  | 08/11/1959 | Inter    | 0–0    | Milan     |
| 1959–60   | Serie A                                  | 27/03/1960 | Milan    | 5–3    | Inter     |
| 1960–61   | Serie A                                  | 20/11/1960 | Milan    | 0–1    | Inter     |
| 1960–61   | Serie A                                  | 26/03/1961 | Inter    | 1–2    | Milan     |
| 1961–62   | Serie A                                  | 01/10/1961 | Inter    | 1–3    | Milan     |
| 1961–62   | Serie A                                  | 04/02/1962 | Milan    | 0–2    | Inter     |
| 1962–63   | Serie A                                  | 21/10/1962 | Milan    | 1–1    | Inter     |
| 1962–63   | Serie A                                  | 24/02/1963 | Inter    | 1–1    | Milan     |
| 1963–64   | Serie A                                  | 19/01/1964 | Inter    | 0–2    | Milan     |
| 1963–64   | Serie A                                  | 22/03/1964 | Milan    | 1–1    | Inter     |
| 1964–65   | Serie A                                  | 15/11/1964 | Milan    | 3–0    | Inter     |
| 1964–65   | Serie A                                  | 28/03/1965 | Inter    | 5–2    | Milan     |
| 1965–66   | Serie A                                  | 21/11/1965 | Inter    | 1–1    | Milan     |
| 1965–66   | Serie A                                  | 03/04/1966 | Milan    | 1–2    | Inter     |
| 1966–67   | Serie A                                  | 20/11/1966 | Milan    | 0–1    | Inter     |
| 1966–67   | Serie A                                  | 02/04/1967 | Inter    | 4–0    | Milan     |
| 1967–68   | Serie A                                  | 22/10/1967 | Inter    | 1–1    | Milan     |
| 1967–68   | Serie A                                  | 18/02/1968 | Milan    | 1–1    | Inter     |
| 1967–68   | Coppa Italia (Quadrangular Final)        | 16/06/1968 | Inter    | 0–0    | Milan     |
| 1967–68   | Coppa Italia (Quadrangular Final)        | 26/06/1968 | Milan    | 4–2    | Inter     |
| 1968–69   | Serie A                                  | 03/11/1968 | Milan    | 1–0    | Inter     |
| 1968–69   | Serie A                                  | 02/03/1969 | Inter    | 1–1    | Milan     |
| 1969–70   | Serie A                                  | 09/11/1969 | Inter    | 0–0    | Milan     |
| 1969–70   | Serie A                                  | 08/03/1970 | Milan    | 0–1    | Inter     |
| 1970–71   | Serie A                                  | 08/11/1970 | Milan    | 3–0    | Inter     |
| 1970–71   | Serie A                                  | 07/03/1971 | Inter    | 2–0    | Milan     |
| 1971–72   | Serie A                                  | 28/11/1971 | Inter    | 2–3    | Milan     |
| 1971–72   | Serie A                                  | 19/03/1972 | Milan    | 1–1    | Inter     |
| 1971–72   | Coppa Italia (Quadrangular Semifinal)    | 08/06/1972 | Milan    | 1–0    | Inter     |
| 1971–72   | Coppa Italia (Quadrangular Semifinal)    | 28/06/1972 | Inter    | 0–1    | Milan     |
| 1972–73   | Serie A                                  | 19/11/1972 | Milan    | 3–2    | Inter     |
| 1972–73   | Serie A                                  | 18/03/1973 | Inter    | 0–2    | Milan     |
| 1973–74   | Serie A                                  | 02/12/1973 | Inter    | 2–1    | Milan     |
| 1973–74   | Coppa Italia (Quadrangular Semifinal)    | 23/01/1974 | Milan    | 0–1    | Inter     |
| 1973–74   | Serie A                                  | 24/03/1974 | Milan    | 1–5    | Inter     |
| 1973–74   | Coppa Italia (Quadrangular Semifinal)    | 01/05/1974 | Inter    | 2–1    | Milan     |
| 1974–75   | Serie A                                  | 10/11/1974 | Inter    | 0–0    | Milan     |
| 1974–75   | Serie A                                  | 09/03/1975 | Milan    | 3–0    | Inter     |
| 1974–75   | Coppa Italia (Quadrangular Semifinal)    | 16/05/1975 | Inter    | 0–1    | Milan     |
| 1974–75   | Coppa Italia (Quadrangular Semifinal)    | 15/06/1975 | Milan    | 0–0    | Inter     |
| 1975–76   | Serie A                                  | 07/12/1975 | Milan    | 2–1    | Inter     |
| 1975–76   | Serie A                                  | 28/03/1976 | Inter    | 0–1    | Milan     |
| 1976–77   | Serie A                                  | 28/11/1976 | Milan    | 1–1    | Inter     |
| 1976–77   | Serie A                                  | 27/03/1977 | Inter    | 0–0    | Milan     |
| 1976–77   | Coppa Italia (Final)                     | 03/07/1977 | Milan    | 2–0    | Inter     |
| 1977–78   | Serie A                                  | 06/11/1977 | Inter    | 1–3    | Milan     |
| 1977–78   | Serie A                                  | 12/03/1978 | Milan    | 0–0    | Inter     |
| 1978–79   | Serie A                                  | 12/11/1978 | Milan    | 1–0    | Inter     |
| 1978–79   | Serie A                                  | 18/03/1979 | Inter    | 2–2    | Milan     |
| 1979–80   | Serie A                                  | 28/10/1979 | Inter    | 2–0    | Milan     |
| 1979–80   | Serie A                                  | 02/03/1980 | Milan    | 0–1    | Inter     |
| 1980–81   | Coppa Italia (Fase de Grupos)            | 07/09/1980 | Milan    | 0–1    | Inter     |
| 1981–82   | Coppa Italia (Fase de Grupos)            | 06/09/1981 | Inter    | 2–2    | Milan     |
| 1981–82   | Serie A                                  | 25/10/1981 | Milan    | 0–1    | Inter     |
| 1981–82   | Serie A                                  | 07/03/1982 | Inter    | 2–1    | Milan     |
| 1983–84   | Serie A                                  | 06/11/1983 | Inter    | 2–0    | Milan     |
| 1983–84   | Serie A                                  | 18/03/1984 | Milan    | 0–0    | Inter     |
| 1984–85   | Serie A                                  | 28/10/1984 | Milan    | 2–1    | Inter     |
| 1984–85   | Serie A                                  | 17/03/1985 | Inter    | 2–2    | Milan     |
| 1984–85   | Coppa Italia (Semifinal)                 | 23/06/1985 | Inter    | 1–2    | Milan     |
| 1984–85   | Coppa Italia (Semifinal)                 | 26/06/1985 | Milan    | 1–1    | Inter     |
| 1985–86   | Serie A                                  | 01/12/1985 | Milan    | 2–2    | Inter     |
| 1985–86   | Serie A                                  | 06/04/1986 | Inter    | 1–0    | Milan     |
| 1986–87   | Serie A                                  | 12/10/1986 | Milan    | 0–0    | Inter     |
| 1986–87   | Serie A                                  | 01/03/1987 | Inter    | 1–2    | Milan     |
| 1987–88   | Serie A                                  | 20/12/1987 | Inter    | 0–1    | Milan     |
| 1987–88   | Serie A                                  | 24/04/1988 | Milan    | 2–0    | Inter     |
| 1988–89   | Serie A                                  | 11/12/1988 | Milan    | 0–1    | Inter     |
| 1988–89   | Serie A                                  | 30/04/1989 | Inter    | 0–0    | Milan     |
| 1989–90   | Serie A                                  | 19/11/1989 | Inter    | 0–3    | Milan     |
| 1989–90   | Serie A                                  | 18/03/1990 | Milan    | 1–3    | Inter     |
| 1990–91   | Serie A                                  | 18/11/1990 | Milan    | 0–1    | Inter     |
| 1990–91   | Serie A                                  | 24/03/1991 | Inter    | 0–1    | Milan     |
| 1991–92   | Serie A                                  | 01/12/1991 | Inter    | 1–1    | Milan     |
| 1991–92   | Serie A                                  | 18/04/1992 | Milan    | 1–0    | Inter     |
| 1992–93   | Serie A                                  | 22/11/1992 | Milan    | 1–1    | Inter     |
| 1992–93   | Coppa Italia (Quartas de final)          | 27/01/1993 | Milan    | 0–0    | Inter     |
| 1992–93   | Coppa Italia (Quartas de final)          | 10/02/1993 | Inter    | 0–3    | Milan     |
| 1992–93   | Serie A                                  | 10/04/1993 | Inter    | 1–1    | Milan     |
| 1993–94   | Serie A                                  | 07/11/1993 | Inter    | 1–2    | Milan     |
| 1993–94   | Serie A                                  | 20/03/1994 | Milan    | 2–1    | Inter     |
| 1994–95   | Coppa Italia (Oitavas de final)          | 12/10/1994 | Milan    | 1–2    | Inter     |
| 1994–95   | Coppa Italia (Oitavas de final)          | 26/10/1994 | Inter    | 2–1    | Milan     |
| 1994–95   | Serie A                                  | 20/11/1994 | Milan    | 1–1    | Inter     |
| 1994–95   | Serie A                                  | 15/04/1995 | Inter    | 3–1    | Milan     |
| 1995–96   | Serie A                                  | 29/10/1995 | Inter    | 1–1    | Milan     |
| 1995–96   | Serie A                                  | 10/03/1996 | Milan    | 0–1    | Inter     |
| 1996–97   | Serie A                                  | 24/11/1996 | Milan    | 1–1    | Inter     |
| 1996–97   | Serie A                                  | 13/04/1997 | Inter    | 3–1    | Milan     |
| 1997–98   | Serie A                                  | 22/11/1997 | Inter    | 2–2    | Milan     |
| 1997–98   | Coppa Italia (Quartas de final)          | 08/01/1998 | Milan    | 5–0    | Inter     |
| 1997–98   | Coppa Italia (Quartas de final)          | 21/01/1998 | Inter    | 1–0    | Milan     |
| 1997–98   | Serie A                                  | 22/03/1998 | Milan    | 0–3    | Inter     |
| 1998–99   | Serie A                                  | 08/11/1998 | Milan    | 2–2    | Inter     |
| 1998–99   | Serie A                                  | 13/03/1999 | Inter    | 2–2    | Milan     |
| 1999–2000 | Serie A                                  | 24/10/1999 | Inter    | 1–2    | Milan     |
| 1999–2000 | Coppa Italia (Quartas de final)          | 12/01/2000 | Milan    | 2–3    | Inter     |
| 1999–2000 | Coppa Italia (Quartas de final)          | 27/01/2000 | Inter    | 1–1    | Milan     |
| 1999–2000 | Serie A                                  | 05/03/2000 | Milan    | 1–2    | Inter     |
| 2000–01   | Serie A                                  | 07/01/2001 | Milan    | 2–2    | Inter     |
| 2000–01   | Serie A                                  | 11/05/2001 | Inter    | 0–6    | Milan     |
| 2001–02   | Serie A                                  | 21/10/2001 | Inter    | 2–4    | Milan     |
| 2001–02   | Serie A                                  | 03/03/2002 | Milan    | 0–1    | Inter     |
| 2002–03   | Serie A                                  | 23/11/2002 | Milan    | 1–0    | Inter     |
| 2002–03   | Serie A                                  | 12/04/2003 | Inter    | 0–1    | Milan     |
| 2002–03   | UEFA Champions League (Semifinal)        | 07/05/2003 | Milan    | 0–0    | Inter     |
| 2002–03   | UEFA Champions League (Semifinal)        | 13/05/2003 | Inter    | 1–1    | Milan     |
| 2003–04   | Serie A                                  | 05/10/2003 | Inter    | 1–3    | Milan     |
| 2003–04   | Serie A                                  | 21/02/2004 | Milan    | 3–2    | Inter     |
| 2004–05   | Serie A                                  | 24/10/2004 | Milan    | 0–0    | Inter     |
| 2004–05   | Serie A                                  | 27/02/2005 | Inter    | 0–1    | Milan     |
| 2004–05   | UEFA Champions League (Quartas de final) | 06/04/2005 | Milan    | 2–0    | Inter     |
| 2004–05   | UEFA Champions League (Quartas de final) | 12/04/2005 | Inter    | 0–3*   | Milan     |
| 2005–06   | Serie A                                  | 11/12/2005 | Inter    | 3–2    | Milan     |
| 2005–06   | Serie A                                  | 14/04/2006 | Milan    | 1–0    | Inter     |
| 2006–07   | Serie A                                  | 28/10/2006 | Milan    | 3–4    | Inter     |
| 2006–07   | Serie A                                  | 11/03/2007 | Inter    | 2–1    | Milan     |
| 2007–08   | Serie A                                  | 23/12/2007 | Inter    | 2–1    | Milan     |
| 2007–08   | Serie A                                  | 04/05/2008 | Milan    | 2–1    | Inter     |
| 2008–09   | Serie A                                  | 28/09/2008 | Milan    | 1–0    | Inter     |
| 2008–09   | Serie A                                  | 15/02/2009 | Inter    | 2–1    | Milan     |
| 2009–10   | Serie A                                  | 29/08/2009 | Milan    | 0–4    | Inter     |
| 2009–10   | Serie A                                  | 24/01/2010 | Inter    | 2–0    | Milan     |
| 2010–11   | Serie A                                  | 14/11/2010 | Inter    | 0–1    | Milan     |
| 2010–11   | Serie A                                  | 02/04/2011 | Milan    | 3–0    | Inter     |
| 2011–12   | Supercoppa Italiana (Final)              | 06/08/2011 | Milan    | 2–1    | Inter     |
| 2011–12   | Serie A                                  | 15/01/2012 | Milan    | 0–1    | Inter     |
| 2011–12   | Serie A                                  | 06/05/2012 | Inter    | 4–2    | Milan     |
| 2012–13   | Serie A                                  | 07/10/2012 | Milan    | 0–1    | Inter     |
| 2012–13   | Serie A                                  | 24/02/2013 | Inter    | 1–1    | Milan     |
| 2013–14   | Serie A                                  | 22/12/2013 | Inter    | 1–0    | Milan     |
| 2013–14   | Serie A                                  | 04/05/2014 | Milan    | 1–0    | Inter     |
| 2014–15   | Serie A                                  | 23/11/2014 | Milan    | 1–1    | Inter     |
| 2014–15   | Serie A                                  | 19/04/2015 | Inter    | 0–0    | Milan     |
| 2015–16   | Serie A                                  | 13/09/2015 | Inter    | 1–0    | Milan     |
| 2015–16   | Serie A                                  | 31/01/2016 | Milan    | 3–0    | Inter     |
| 2016–17   | Serie A                                  | 20/11/2016 | Milan    | 2–2    | Inter     |
| 2016–17   | Serie A                                  | 15/04/2017 | Inter    | 2–2    | Milan     |
| 2017–18   | Serie A                                  | 15/10/2017 | Inter    | 3–2    | Milan     |
| 2017–18   | Coppa Italia (Quartas de final)          | 27/12/2017 | Milan    | 1–0    | Inter     |
| 2017–18   | Serie A                                  | 04/04/2018 | Milan    | 0–0    | Inter     |
| 2018–19   | Serie A                                  | 21/10/2018 | Inter    | 1–0    | Milan     |
| 2018–19   | Serie A                                  | 17/03/2019 | Milan    | 2–3    | Inter     |
| 2019–20   | Serie A                                  | 21/09/2019 | Milan    | 0–2    | Inter     |
| 2019–20   | Serie A                                  | 09/02/2020 | Inter    | 4–2    | Milan     |
| 2020–21   | Serie A                                  | 17/10/2020 | Inter    | 1–2    | Milan     |
| 2020–21   | Coppa Italia (Quartas de final)          | 26/01/2021 | Inter    | 2–1    | Milan     |
| 2020–21   | Serie A                                  | 21/02/2021 | Milan    | 0–3    | Inter     |
| 2021–22   | Serie A                                  | 07/11/2021 | Milan    | 1–1    | Inter     |
| 2021–22   | Serie A                                  | 05/02/2022 | Inter    | 1–2    | Milan     |
| 2021–22   | Coppa Italia (Semifinal)                 | 01/03/2022 | Milan    | 0–0    | Inter     |
| 2021–22   | Coppa Italia (Semifinal)                 | 19/04/2022 | Inter    | 3–0    | Milan     |
| 2022–23   | Serie A                                  | 03/09/2022 | Milan    | 3–2    | Inter     |
| 2022–23   | Supercoppa Italiana (Final)              | 18/01/2023 | Milan    | 0–3    | Inter     |
| 2022–23   | Serie A                                  | 05/02/2023 | Inter    | 1–0    | Milan     |
| 2022–23   | UEFA Champions League (Semifinal)        | 10/05/2023 | Milan    | 0–2    | Inter     |
| 2022–23   | UEFA Champions League (Semifinal)        | 16/05/2023 | Inter    | 1–0    | Milan     |
| 2023–24   | Serie A                                  | 16/09/2023 | Inter    | 5–1    | Milan     |
| 2023–24   | Serie A                                  | 22/04/2024 | Milan    | 1–2    | Inter     |
| 2024–25   | Serie A                                  | 22/09/2024 | Inter    | 1–2    | Milan     |
| 2024–25   | Supercoppa Italiana (Final)              | 06/01/2025 | Inter    | 2–3    | Milan     |
| 2024–25   | Serie A                                  | 02/02/2025 | Milan    | 1–1    | Inter     |
| 2024–25   | Coppa Italia (Semifinal)                 | 02/04/2025 | Milan    | 1–1    | Inter     |
| 2024–25   | Coppa Italia (Semifinal)                 | 23/04/2025 | Inter    | 0–3    | Milan     |

*A partida foi encerrada aos 72 minutos, devido aos sinalizadores atirados no campo por torcedores da Internazionale, enquanto o Milan vencia por 1 a 0. A UEFA posteriormente decretou vitória ao Milan por 3 a 0.